# زامبیا در المپیک تابستانی ۲۰۲۴
کاروان المپیکی زامبیا، متشکل از ورزشکاران زامبیایی که مجوز حضور را کسب کرده بودند، در بازی‌های المپیک تابستانی ۲۰۲۴ شرکت کردند. این بازی‌ها از ۱۱ اوت تا ۲۶ ژوئیه ۲۰۲۴ (۵ تا ۲۱ مرداد ۱۴۰۳ خورشیدی) به میزبانی پاریس، پایتخت فرانسه برگزار شد. این پانزدهمین حضور زامبیا در بازی‌های المپیک تابستانی از نخستین حضور آنها تحت عنوان رودسیای شمالی در سال ۱۹۶۴ بود. آنها پس از آن، تنها بازی‌های المپیک تابستانی ۱۹۷۶ مونترآل را به دلیل تحریم آفریقایی‌ها شرکت نکردند.
با کسب یک مدال برنز، زامبیا در کنار چند کاروان دیگر در انتهای جدول رده‌بندی المپیک قرار گرفت.

## مدال‌آوران
| مدال | نام              | ورزش        | رویداد        | تاریخ |
| ---- | ---------------- | ----------- | ------------- | ----- |
| برنز | موزالا ساموکونگا | دو و میدانی | ۴۰۰ متر مردان | ۷ اوت |

## شرکت‌کنندگان
ورزشکاران زامبیا در ورزش‌های زیر به رقابت پرداختند.
| ورزش        | مردان | زنان | کل |
| ----------- | ----- | ---- | -- |
| دو و میدانی | ۴     | ۰    | ۴  |
| بوکس        | ۱     | ۱    | ۲  |
| فوتبال      | ۰     | ۱۸   | ۱۸ |
| جودو        | ۱     | ۰    | ۱  |
| شنا         | ۱     | ۱    | ۲  |
| کل          | ۷     | ۲۰   | ۲۷ |

## دوومیدانی
ورزشکاران‌دوومیدانی‌زامبیا، با گذر از استانداردهای لازم، مجوز حضور در بازی‌های المپیک را کسب کردند.
رقابت‌های دوی جاده
| ورزشکار                                                        | ماده                        | مقدماتی | مقدماتی | شانس مجدد | شانس مجدد | نیمه‌نهایی | نیمه‌نهایی | نهایی    | نهایی |
| ورزشکار                                                        | ماده                        | نتیجه   | رتبه    | نتیجه     | رتبه      | نتیجه     | رتبه      | نتیجه    | رتبه  |
| -------------------------------------------------------------- | --------------------------- | ------- | ------- | --------- | --------- | --------- | --------- | -------- | ----- |
| موزالا ساموکونگا                                               | ۴۰۰ متر مردان               | ۴۴٫۵۶   | ۱ Q     | —         | —         | ۴۳٫۸۱     | ۲ Q       | ۴۳٫۷۴ NR | 3     |
| کندی لوکمبل چاندا مولنگا پاتریک کاکوزی نیامبه موزالا ساموکونگا | ۴۰۰ متر امدادی ۴ نفره مردان | ۳:۰۰٫۰۸ | ۵ q     | —         | —         | —         | —         | ۳:۰۲٫۷۶  | ۸     |

## بوکس
دو بوکسور زامبیایی مجوز حضور در المپیک را کسب کردند. پاتریک کینیمبا، پس از قهرمانی در مسابقات انتخابی که در داکار سنگال برگزار شد، جواز حضور در المپیک را کسب کرد. یک بوکسور زن نیز براساس تخصیص جایگاه ویژه، به المپیک راه یافت.
| ورزشکار        | ماده          | یک سی‌و دوم                  | یک شانزدهم                | یک‌هشتم                   | نیمه‌نهایی   | نهایی       | نهایی       |
| ورزشکار        | ماده          | رقیب نتیجه                  | رقیب نتیجه                | رقیب نتیجه               | رقیب نتیجه  | رقیب نتیجه  | رتبه        |
| -------------- | ------------- | --------------------------- | ------------------------- | ------------------------ | ----------- | ----------- | ----------- |
| پاتریک کینیمبا | ۵۱ ک. گ مردان | استراحت                     | پانگال (IND) · پیروزی ۴–۱ | ده پینا (CPV) · شکست ۰–۵ | پیشروی نکرد | پیشروی نکرد | پیشروی نکرد |
| مارگرت تمبو    | ۵۰ ک. گ زنان  | کایوو اوجا (FIN) · شکست ۰–۵ | پیشروی نکرد               | پیشروی نکرد              | پیشروی نکرد | پیشروی نکرد | پیشروی نکرد |

## فوتبال

### مسابقات‌زنان
| تیم         | رویداد       | مرحله گروهی                      | مرحله گروهی           | مرحله گروهی        | مرحله گروهی | یک‌هشتم‌نهایی | نیمه‌نهایی   | نهایی/ مدال برنز | نهایی/ مدال برنز |
| تیم         | رویداد       | رقیب امتیاز                      | رقیب امتیاز           | رقیب امتیاز        | رتبه        | رقیب امتیاز | رقیب امتیاز | رقیب امتیاز      | رتبه             |
| ----------- | ------------ | -------------------------------- | --------------------- | ------------------ | ----------- | ----------- | ----------- | ---------------- | ---------------- |
| زنان زامبیا | مسابقات زنان | ایالات متحده آمریکا · شکست · ۰–۳ | استرالیا · شکست · ۵–۶ | آلمان · شکست · ۱–۴ | ۴           | پیشروی نکرد | پیشروی نکرد | پیشروی نکرد      | پیشروی نکرد      |

## جودو
| ورزشکار    | رویداد        | یک سی‌و دوم                 | یک‌شانزدهم   | یک‌هشتم‌نهایی | نیمه‌نهایی   | شانس‌مجدد    | نهایی / برنز | نهایی / برنز |
| ورزشکار    | رویداد        | رقیب نتیجه                 | رقیب نتیجه  | رقیب نتیجه  | رقیب نتیجه  | رقیب نتیجه  | رقیب نتیجه   | رتبه         |
| ---------- | ------------- | -------------------------- | ----------- | ----------- | ----------- | ----------- | ------------ | ------------ |
| سیمون زولو | ۶۰ ک. گ مردان | کیم و-ج (KOR) · شکست ۰۰–۱۰ | پیشروی نکرد | پیشروی نکرد | پیشروی نکرد | پیشروی نکرد | پیشروی نکرد  | پیشروی نکرد  |

## شنا
| ورزشکار      | ماده              | مقدماتی | مقدماتی | نیمه نهایی | نیمه نهایی | نهایی    | نهایی    |
| ورزشکار      | ماده              | زمان    | رتبه    | زمان       | رتبه       | زمان     | رتبه     |
| ------------ | ----------------- | ------- | ------- | ---------- | ---------- | -------- | -------- |
| دیمین شاممبو | ۵۰ متر آزاد مردان | ۲۴٫۰۹   | ۴۸      | پیش نرفت   | پیش نرفت   | پیش نرفت | پیش نرفت |
| میا فیری     | ۵۰ متر آزاد زنان  | ۲۶٫۴۹   | ۳۲      | پیش نرفت   | پیش نرفت   | پیش نرفت | پیش نرفت |